# Casco Adrian

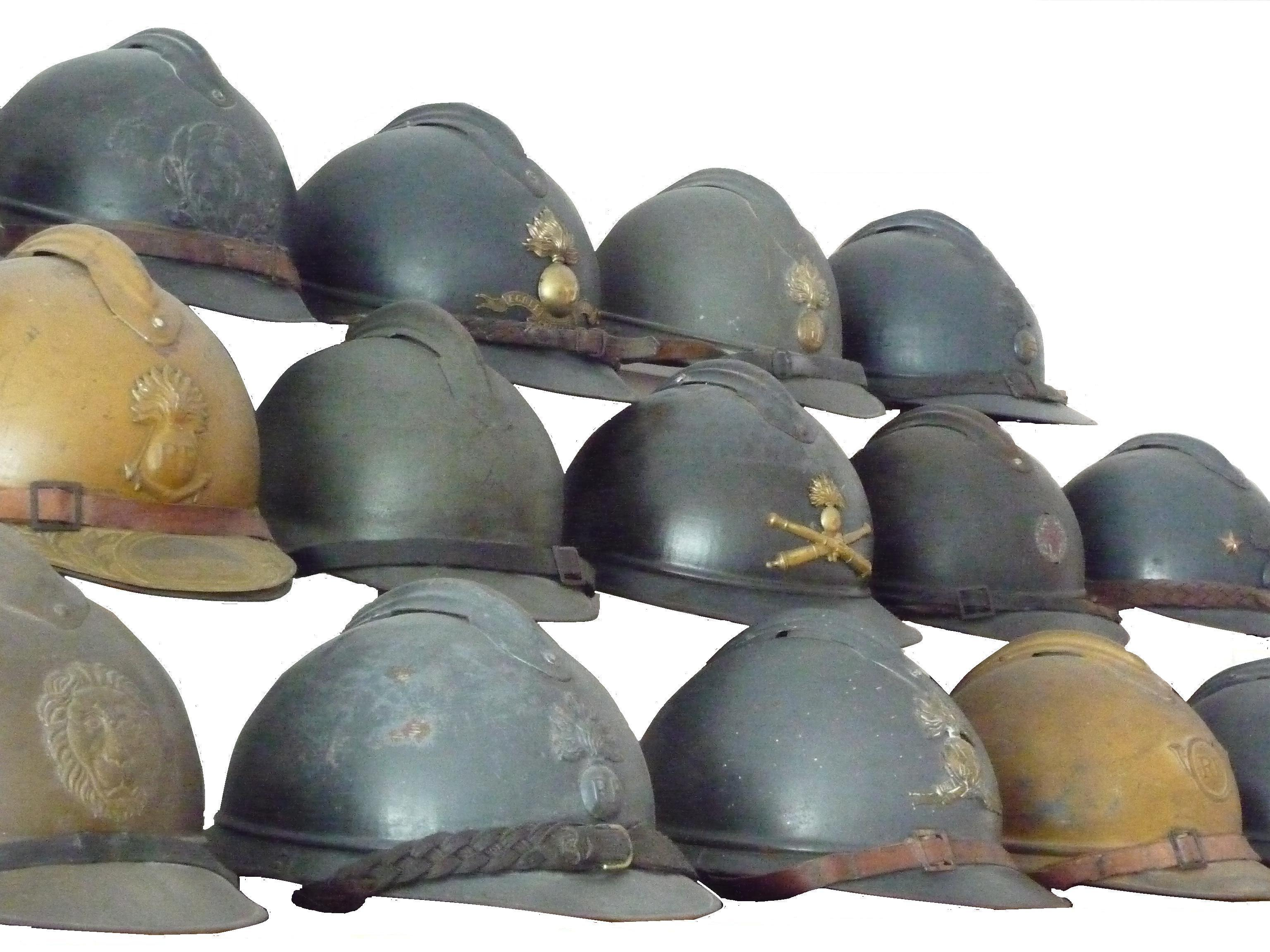
Cascos Adrian.

El M15 Adrian (Casque Adrian, en francés) fue un casco de combate suministrado al Ejército Francés durante la Primera Guerra Mundial. Fue el primer casco estándar del Ejército francés y fue diseñado cuando millones de soldados franceses estaban combatiendo en la guerra de trincheras, donde las heridas en la cabeza producidas por las esquirlas generadas por la nueva técnica artillera de fuego indirecto eran una causa frecuente de bajas. Introducido en 1915, fue el primer casco de acero moderno y sirvió como el casco estándar de varios ejércitos hasta bien entrada la década de 1930. Inicialmente suministrado a soldados de Infantería, también fue suministrado a soldados de Caballería y tripulantes de tanques en modelos modificados. Su siguiente versión, el M26, fue empleado durante la Segunda Guerra Mundial.

## Historia y empleo

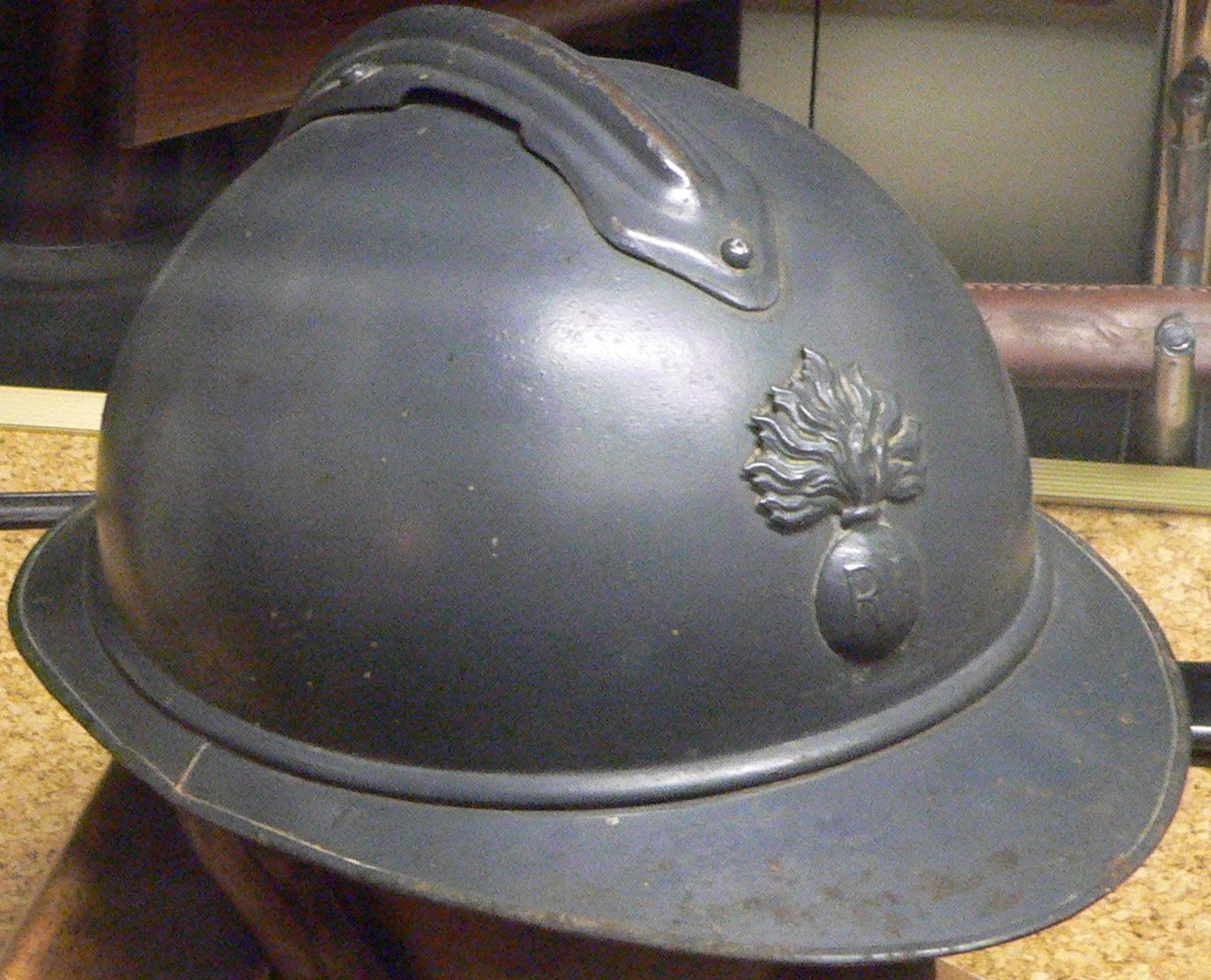
Casco M15 Adrian de la Infantería francesa.

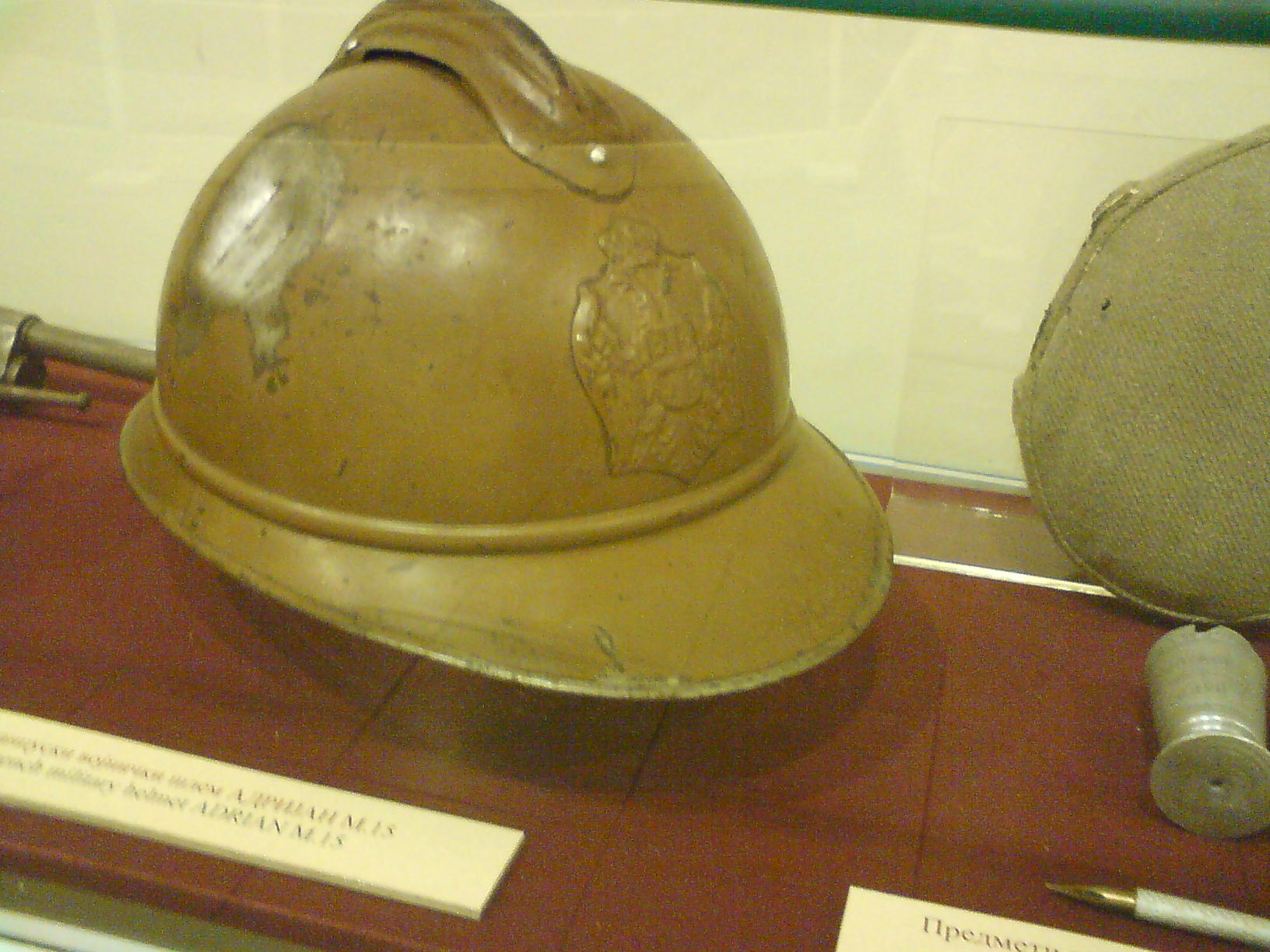
Casco M15 Adrian serbio de la Primera Guerra Mundial.

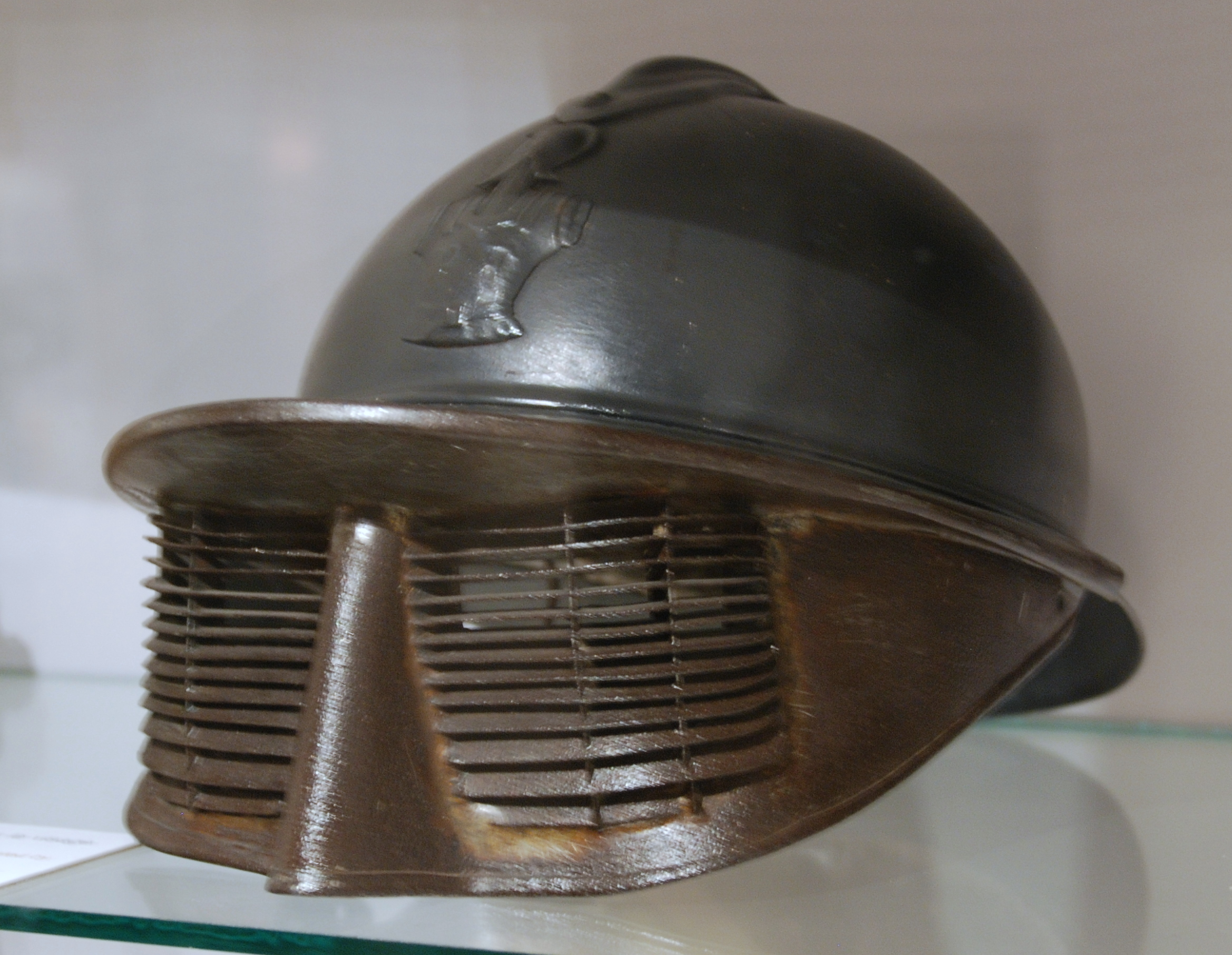
Casco de Centinela francés, diseñado para proteger el rostro e inventado por el médico militar Dr. Pollack; Memorial de Verdún, Fleury-devant-Douaumont, Francia.

Al inicio de la Primera Guerra Mundial, los soldados franceses usaban el quepis estándar, que no ofrecía protección contra daños. Las primeras etapas de la guerra de trincheras demostraron que incluso una protección básica de la cabeza resultaría en una tasa de mortalidad significativamente más pequeña entre los soldados de primera línea. 
Por lo tanto, el Alto Mando francés ordenó el desarrollo de un casco de metal que pudiera proteger a los soldados de las esquirlas producidas por la explosión de los proyectiles metralleros. Como en las trincheras los soldados también eran vulnerables a las esquirlas, se agregó una cresta deflectora a lo largo del eje del casco. La insignia del arma correspondiente iba montada al frente: una granada para la Infantería y la Caballería, una corneta para los Cazadores, dos cañones cruzados para la Artillería, un ancla para tropas coloniales y una semiluna para las unidades norteafricanas. Al contrario de la creencia común, el casco M15 no fue diseñado para proteger al usuario de impactos directos de balas de fusil o ametralladora. El casco resultante fue obra del Intendente-General August-Louis Adrian.

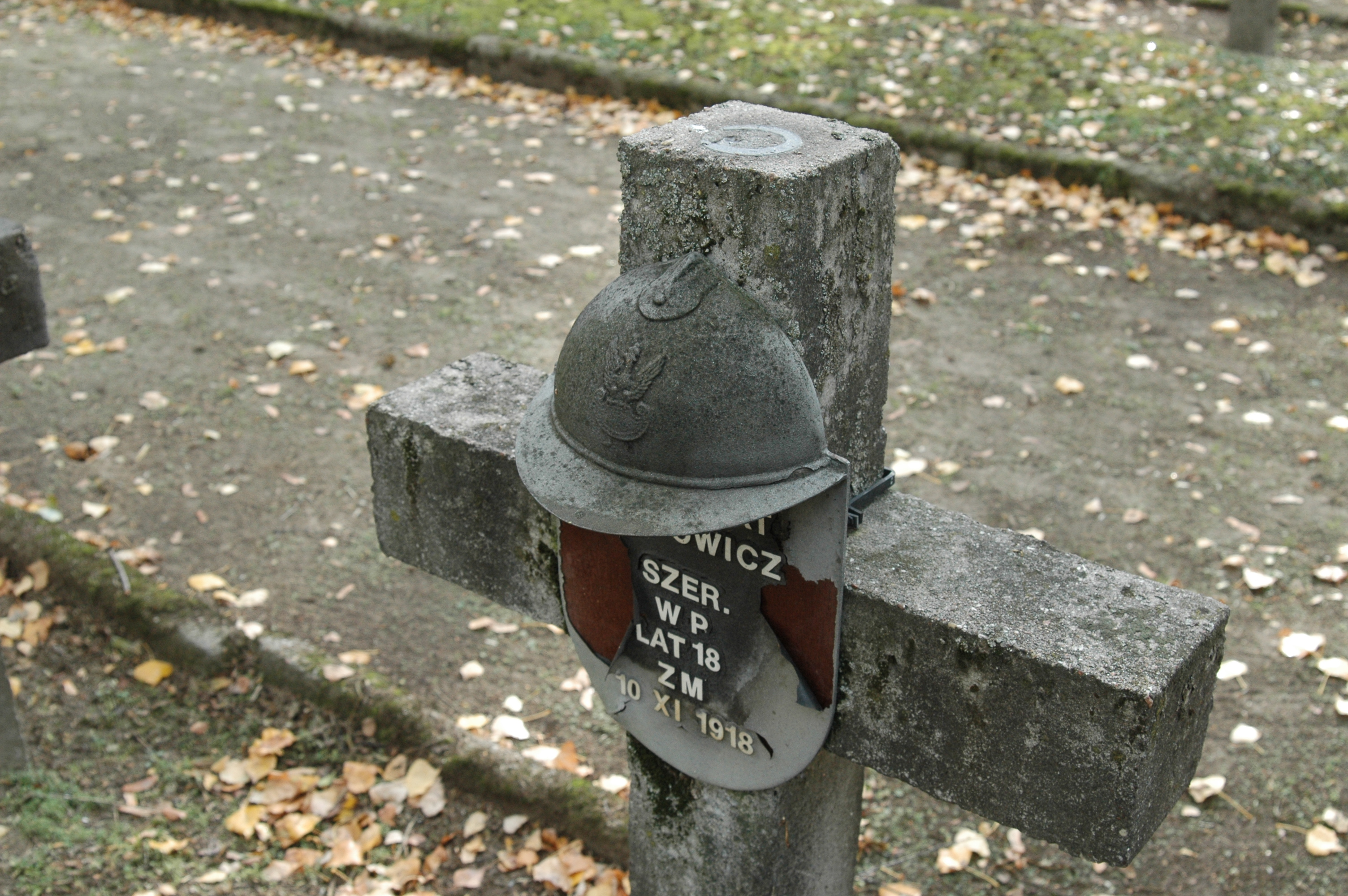
Un Wz.15 (versión polaca del casco Adrian) como decoración de la tumba de un soldado, en el Cementerio Powązki de Varsovia.

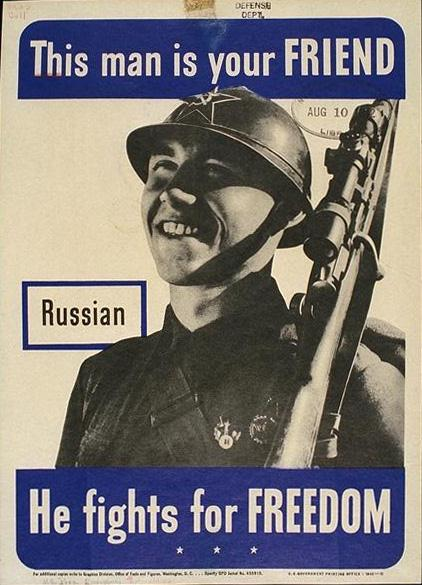
Carta de reconocimiento que muestra a un soldado soviético, usando un casco Adrian con la Estrella roja.

El casco adoptado por el Ejército estaba hecho de acero al carbono y apenas pesaban 0,76 kg, que lo hacían más ligero que los contemporáneos Casco Brodie británico y Stahlhelm alemán, aunque ofrecía menos protección contra esquirlas y balas. Al final de la Primera Guerra Mundial, había sido suministrado a casi todas las unidades de Infantería del Ejército francés. También fue empleado por algunas divisiones estadounidenses que combatieron en Francia y las fuerzas polacas del Ejército Azul de Józef Haller.
El casco demostró ser bastante efectivo contra esquirlas, siendo barato y sencillo de fabricar. En consecuencia, se produjeron más de tres millones de cascos Adrian y fueron ampliamente adoptados por otros países, como Bélgica, Brasil, China, Estados Unidos, Grecia, Italia (inclusive las versiones fabricadas bajo licencia), Japón, Luxemburgo, México, Marruecos, Perú, Polonia, Rumanía, Rusia, Serbia, Siam, Unión Soviética y Yugoslavia, que pusieron sus propias insignias en el frente del casco.
Como los nuevos cascos de acero ofrecían poca protección contra balas, algunos estuvieron entre las primeras piezas de equipo abandonadas por los soldados en el campo de batalla. También se descubrió que la insignia situada en el frente de los cascos reducía su durabilidad, por lo que varios ejércitos retiraron sus insignias nacionales. Los primeros cascos fueron pintados de azul para las tropas francesas y caqui para las tropas coloniales. Los cascos fabricados después de 1935 solían estar pintados en caqui, reflejando el cambio del Ejército francés hacia un uniforme más camuflado en la década de 1930.
En 1926, el casco Adrian fue modificado al ser construido de acero más fuerte y simplificado, pues la mayor parte estaba estampada de una sola plancha de metal, por lo que no tiene el borde de unión que caracteriza al M15. El gran agujero de ventilación bajo la cresta, que había sido un punto débil del viejo diseño, fue reemplazado por una serie de pequeños orificios. El casco M26 continuó siendo empleado por el Ejército francés hasta después de la Segunda Guerra Mundial, además de por la Policía francesa hasta la década de 1970. Durante el periodo de entreguerras, Bélgica empezó a producir sus propios cascos M26 Adrian y los exportó a varios países. Estos cascos pueden distinguirse de sus contrapartes franceses porque tienen una cresta ligeramente diferente y un borde más ancho. En otros países, los cascos tipo Adrian fueron empleados por bomberos, policías ferroviarios o Infantería de Marina. Los cascos Adrian aún son cotizados actualmente entre coleccionistas.

## El casco Adrian en la cultura popular
- El modelo soviético con una gran estrella roja se volvió un símbolo clásico de los soldados de la Unión Soviética (véase la imagen).
- Winston Churchill usó un casco Adrian mientras sirvió en Francia como oficial de mando del 6º de Fusileros Reales Escoceses, del 5 de enero al 6 de mayo de 1916. Según Nicholas Rankin, un general francés le regaló el casco a Churchill en diciembre de 1915, antes de unirse a su regimiento.[9]
- La insignia de la 93.ª División de Infantería (apodados "Cascos Azules") tiene un casco Adrian.
- Durante la Guerra peruano-ecuatoriana de 1941, el ejército peruano uso el casco adrian, se caracterizaba por tener como insignia a un sol.